# 安德烈·穆尔
安德烈·M·穆尔（英語：Andre M. Moore，1964年7月2日—），美国NBA联盟前职业篮球运动员。他在1987年的NBA选秀中第2轮第8顺位被丹佛掘金选中。